# Бальвин, Джей
Хосе А́льваро Осо́рио Бальви́н (исп. Jose Álvaro Osorio Balvín; род. 7 мая 1985, Медельин, Колумбия), более известный как Джей Ба́лвин (J Balvin), — колумбийский певец в стиле реггетон.

## Биография
Родился 7 мая 1985 года в колумбийском городе Медельин и ещё с ранних лет начал заниматься музыкой. В 17 лет переехал в США для изучения английского языка. Выступать начал в ночных клубах Медельина. Получил признание, исполняя хиты современной городской музыки. В 2017 году попал в Книгу рекордов Гиннеса как исполнитель, занимавший дольше всех первую позицию в хит-параде Hot Latin Songs. Он установил этот рекорд своим синглом «Ginza», который находился в рейтинге на протяжении 22 недель.
В 2019 году песня и музыкальное видео Росалии и Балвина «Con Altura» получило несколько премий, включая две MTV Video Music Award и Latin Grammy Awards, имело более 1,5 млрд просмотров на канале YouTube, а журнал Billboard назвал эту песню 5-м лучшим хитом в США по итогам 2019 года (№ 5 в списке 100 Best Songs of 2019).
С 2018 года состоит в отношениях с аргентинской фотомоделью Валентиной Феррер. В 2021 году у пары родился сын, получивший имя Рио.

## Дискография
Студийные альбомы
- La Familia (2013)
- Energia (2016)
- Oasis (2019)
- Colores (2020)
- Jose (2021)

Переиздания
- La Familia B Sides (2014)

Микстейпы
- J Balvin Mix Tape (2012)
- Real (2007)
- El negosio (2008)